# Edgar Ætheling
Edgar Ætheling (ca. 1051 - ca. 1126) was de laatste mannelijke erfgenaam van het Angelsaksische koninklijk huis vóór de Normandische verovering van Engeland in 1066. Hij werd in oktober 1066 uitgeroepen tot koning van Engeland als Edgar II, maar werd nooit gekroond. Na acht weken moest hij de troon afstaan aan Willem de Veroveraar.
De benaming Ætheling (Angelsaksisch: Æþeling) werd gebruikt voor Angelsaksische prinsen die afstamden van koning Ethelred II en daarom kandidaat waren voor de troon van Engeland. Een andere Edgar Ætheling was Edgar Ætheling de Oudere, een zoon van Ethelred II die waarschijnlijk op zeer jonge leeftijd stierf.

## Biografie
Edgar werd waarschijnlijk in Hongarije geboren. Hij was de enige zoon van Eduard Ætheling (zoon van koning Edmund II van Engeland) en Agatha, over wie weinig bekend is. Ze was mogelijk een familielid van koning Stefanus I van Hongarije en Gisela van Beieren.
In 1056 riep koning Eduard de Belijder zijn neef Eduard Ætheling (bijgenaamd Eduard de Banneling) terug uit Hongarije naar Engeland en uit tot zijn opvolger. Eduard Ætheling stierf echter kort daarop, in februari 1057, waarop zijn jonge zoontje Edgar tot troonopvolger werd uitgeroepen.
Omdat hij nog maar zo'n 14 jaar oud was en bovendien in het buitenland geboren, ging de Engelse troon na de dood van Eduard de Belijder in 1066 niet naar Edgar Ætheling, maar Harold Godwinson eigende zich de troon toe. Ook de Noorse koning Harald Hardråde en hertog Willem van Normandië (Willem de Veroveraar) maken gebruiken van de situatie en eisen alle twee de troon op. Zowel Harald als Willem vallen Engeland binnen met een invasiemacht. Het lukt Harold de Noren te verslaan, maar hij verliest vervolgens de Slag bij Hastings tegen de Normandiërs, en sneuvelt op het slagveld.
Na Harolds dood werd Edgar Ætheling in oktober 1066 alsnog uitgeroepen tot koning van Engeland door de witan, de Angelsaksische raad van wijze mannen. Willem de Veroveraar wou hier echter niets van weten en beweerde dat Eduard de Belijder hem als troonopvolger had aangewezen. Edgar werd evenwel gesteund door de inwoners van Londen. Toen Willem tegen de stad oprukte, verdedigden ze London Bridge en verhinderden zo dat Willem de stad innam. Willem omsingelde hierop de stad. Bij Berkhamsted, ten noordwesten van Londen, gaf Edgar zich uiteindelijk over aan Willem. Op 25 december werd Willem tot koning van Engeland gekroond.
In 1068 verliet Edgar het hof van Willem en reisde af naar Schotland, samen met zijn moeder en zuster. Het jaar daarop nam hij deel aan een Angelsaksische opstand tegen Willem de Veroveraar, onder leiding van graaf Morcar van Northumbria. De opstand faalde echter en Edgar moest naar Schotland vluchten. In 1070 trouwt de Schotse koning Malcolm III met Edgars zuster Margareta (in 1249 heilig verklaard als Sint Margaretha van Schotland). Malcolm beloofde Edgar om zijn claim op de Engelse troon te steunen.
Edgar vond ook een tweede bondgenoot, de Deense koning Svend Estridsen. In 1069 vielen ze Engeland binnen met een invasieleger en namen de stad York in. Svend accepteerde echter een afkoopsom van Willem de Veroveraar en trok zich terug uit Engeland, waarop Edgar weer naar Schotland moest vluchten.
Willem de Veroveraar viel in 1074 met een leger Schotland binnen en dwong de Schotse koning Malcolm om een vredesverdrag te sluiten, waarbij Edgar uit Schotland werd verbannen. Edgar vluchtte naar het graafschap Vlaanderen, maar keerde later dat jaar weer terug, nadat Willem inmiddels weer Schotland had verlaten. Malcolm overtuigde Edgar ervan dat hij vrede met Willem moest sluiten, waarop Edgar naar het hof in Normandië afreisde en daar vergiffenis van Willem kreeg. Pas in 1086 verliet hij het Normandische hof weer.
In 1097 was hij in Schotland, waar hij een Engels leger leidde tegen koning Donald III en zijn aangewezen troonopvolger Edmund I. Edgar verslaat Donald en Edmund en helpt zo zijn neef Edgar van Schotland om koning van Schotland te worden.
Rond 1098 vertrok Edgar naar Constantinopel en diende daar waarschijnlijk in de Varangiaanse garde (een militaire eenheid van Vikingen en Angelsaksen) van het Byzantijnse Rijk. Datzelfde jaar kreeg hij het commando over een Byzantijnse vloot met proviand en versterkingen voor de kruisvaarders tijdens het Beleg van Antiochië. Hij jaagde Guynemar van Boulogne uit Latakia en eiste deze stad voor zijn keizer op.
Terug in Europa raakte hij verzeild in de strijd tussen koning Hendrik I van Engeland en zijn broer Robert Curthose en vocht aan Roberts kant in de Slag van Tinchebray op 28 september 1106, waarbij hij werd gevangengenomen. Edgar werd teruggevoerd naar Engeland, waar hij vergiffenis kreeg van Hendrik. Edgar bleef hierna op zijn landgoed in Hertfordshire wonen, tot hij er op hoge leeftijd stierf.

## Voetnoten
1. ↑  Er wordt wel gedacht een dochter